# Morgonsolen redan strålar
Morgonsolen redan strålar är en psalmtext med tre 4-radiga verser. Texten är författad av Charlotte Lindholm och avsedd för Folkskolans och Söndagsskolans behov. Den publicerades första gången i Fredrik Sandbergs Folkskolans Sångbok 1867. Den medtogs också av Julius Hammarlunds "Sånger för skolan och hem", 1904, där kompositör inte anges. Sången sjungs i F-dur 4/4-dels takt och inte för långsamt.

## Publikation
- Sånger af Nanny 1872 som nr 33 under rubriken "3. Sånger af blandadt innehåll" med titeln Arbetssamhet.
- "Text till 146 sånger för skola och hem. Jämte 52 psalmverser och mässa. 1904" Första delen, nr 4 under rubriken "Sånger".
- Sånger för skola och hem 1921 som nr 8 under rubriken "Enstämmiga sånger"
- Nu ska vi sjunga, 1943, under rubriken "Kanon".